# Montmorillonit
Argila montmorillonită este un ingredient natural adesea utilizat în alimentele pentru sănătatea umană și uneori se găsește și în alimentele naturale pentru animale de companie.